# Entropía molar estándar
La entropía molar estándar es la entropía correspondiente a un mol de una sustancia en estado estándar arbitrario de presión y temperatura. En general se suelen dar los valores de la entropía a una presión estándar en función de la temperatura. De esta manera, se puede calcular fácilmente la variación de entropía entre dos estados termodinámicos, definidos unívocamente por la presión y temperatura, como la variación de entropía estándar debida al cambio de temperatura menos el volumen sobre la temperatura integrado respecto de la presión. Esto surge de la relación termodinámica fundamental, despejando la entropía en función de la entalpía, la temperatura, la presión y el volumen; y teniendo en cuenta que el cambio en la entropía molar estándar no es más que la integral de la entalpía dividida por temperatura, entre las temperaturas inicial y final, y a una presión estándar constante.
{\displaystyle {\displaystyle dH=T\,\mathrm {d} S+V\,\mathrm {d} P\,}}

A continuación se muestra una tabla con la entropía de los elementos en condiciones estándar de laboratorio (a 25 °C y 1 atm) en J·mol−1·K−1):
| H 130,7 |         |         |         |         |         |         |         |         |         |         |         |         |         |         |         |          | He 126,2 |
| Li 29,1 | Be 9,5  |         |         |         |         |         |         |         |         |         |         | B 5,9   | C       | N 191,6 | O 205,2 | F 202,8  | Ne 146,3 |
| Na 51,3 | Mg 32,7 |         |         |         |         |         |         |         |         |         |         | Al 28,3 | Si 18,8 | P 41,1  | S 32,1  | Cl 223,1 | Ar 154,8 |
| K 64,7  | Ca 41,6 | Sc 34,6 | Ti 30,7 | V 28,9  | Cr 23,8 | Mn 32   | Fe 27,3 | Co 30   | Ni 29,9 | Cu 33,2 | Zn 41,6 | Ga 40,8 | Ge 31,1 | As 35,1 | Se 42,4 | Br 152,2 | Kr 164,1 |
| Rb 76,8 | Sr 55   | Y 44,4  | Zr 39   | Nb 36,4 | Mo 28,7 | Tc      | Ru 28,5 | Rh 31,5 | Pd 37,6 | Ag 42,6 | Cd 51,8 | In 57,8 | Sn 51,2 | Sb 45,7 | Te 49,7 | I 116,1  | Xe 169,7 |
| Cs 85,2 | Ba 62,5 | *       | Hf 43,6 | Ta 41,5 | W 32,6  | Re 36,9 | Os      | Ir 35,5 | Pt 41,6 | Au 47,4 | Hg 75,9 | Tl 64,2 | Pb 64,8 | Bi 56,7 | Po      | At       | Rn 176,2 |
| Fr 95,4 | Ra 71   | **      | Rf      | Db      | Sg      | Bh      | Hs      | Mt      | Ds      | Rg      | Cn      | Nh      | Fl      | Mc      | Lv      | Ts       | Og       |
| *       | La 56,9 | Ce 72   | Pr 73,2 | Nd      | Pm      | Sm 69,6 | Eu 77,8 | Gd 68,1 | Tb 73,2 | Dy 75,6 | Ho      | Er 73,2 | Tm 74   | Yb 59,9 | Lu 51   |          |          |
| **      | Ac 56,5 | Th 51,8 | Pa 51,9 | U 50,2  | Np      | Pu      | Am      | Cm      | Bk      | Cf      | Es      | Fm      | Md      | No      | Lr      |          |          |